# Chevrolet Camaro (1993)
La Chevrolet Camaro IV è un'autovettura costruita dalla casa automobilistica statunitense Chevrolet dal 1993 al 2002, come quarta generazione della omonima muscle car/pony car.

## Profilo e contesto

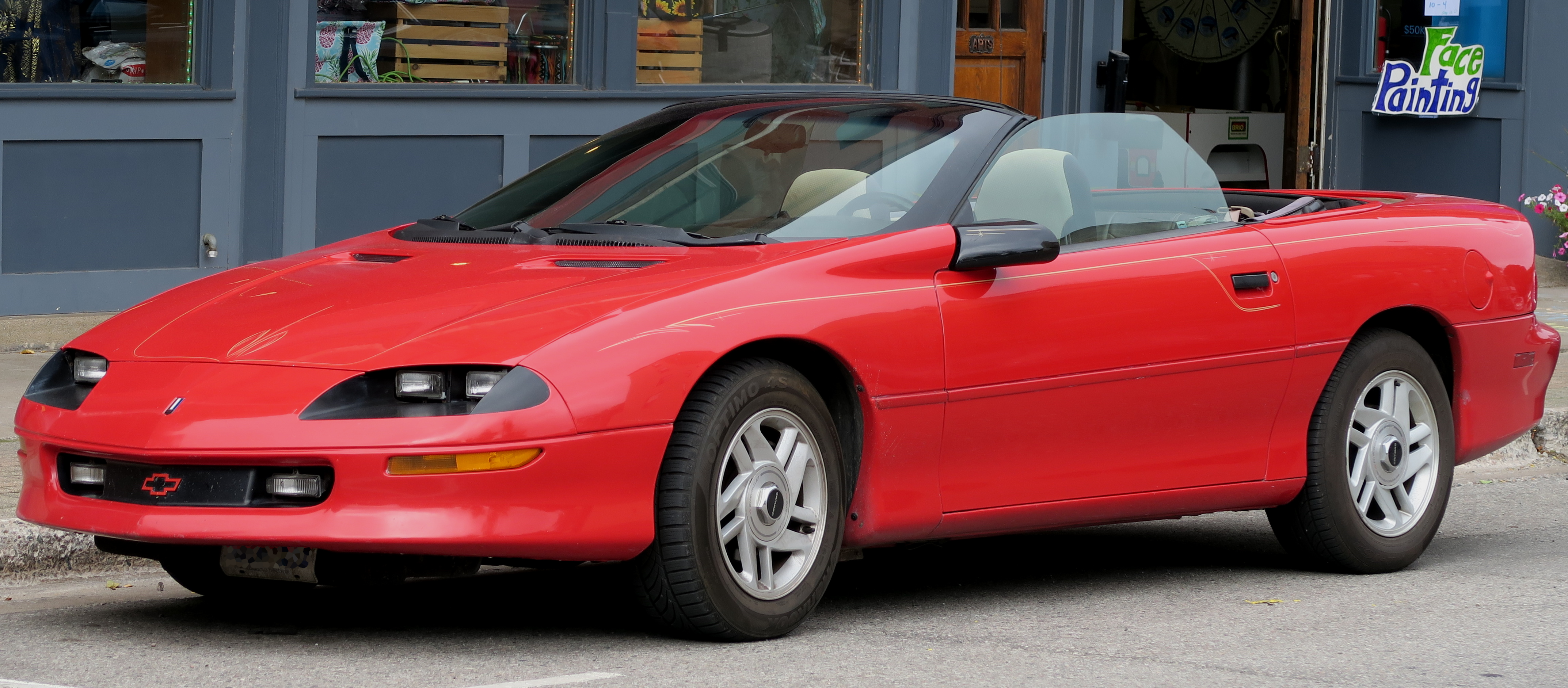
Camaro Cabrio

Realizzata sempre sulla piattaforma F-body pesantemente aggiornata e modificata, mantenne le stesse caratteristiche della precedente generazione:  carrozzeria coupé (con tetto removibile opzionale) o cabriolet 2 porte, configurazione dei posti 2+2, trazione posteriore e una gamma di motori OHV V6 e V8. 
La vettura si inspirava ad una concept car chiamata Chevrolet California Camaro IROC che fu mostrata al LA Auto Show nel 1989, che anticipava alcuni elementi e il design dell'auto di produzione. La concept però era a trazione anteriore e aveva le porte ad ali di gabbiano.
La quarta generazione della Camaro fu introdotta nel gennaio 1993. La produzione fu spostata dallo stabilimento di assemblaggio GM di Van Nuys in California a Sainte-Thérèse nel Québec in Canada. Il nuovo modello aveva la carrozzeria realizzata in materiale composito (solo il cofano e le pareti laterali posteriori erano in lamiera d'acciaio), fabbricato mediante stampaggio di fogli (SMC) realizzato con fibra di vetro e resina poliestere per il tetto, il portellone, le portiere e lo spoiler. La quarta generazione era leggermente più lunga (più 15 mm), più alta (più 22 mm) e più larga (più 43 mm) rispetto alla precedente. Il parabrezza era ancora più inclinato, con un angolo di 68 gradi (prima erano 62 gradi).
Sia l'architettura delle sospensioni anteriori che di quelle posteriori sono state migliorate rispetto alla generazione uscente. La sospensione anteriore era costituita da bracci trasversali di diverse lunghezze, mentre quella posteriore utilizzava un multi-link. Gli airbag per il conducente e il passeggero anteriore erano di serie, così come il sistema di frenata antibloccaggio (ABS) e il sistema di allarme.
I modelli base erano alimentati da un motore V6 OHV da 3,4 litri da 160 CV (119 kW) dotato di serie di un cambio manuale a 5 marce. Il cambio automatico a 4 velocità era opzionale.

### Z28

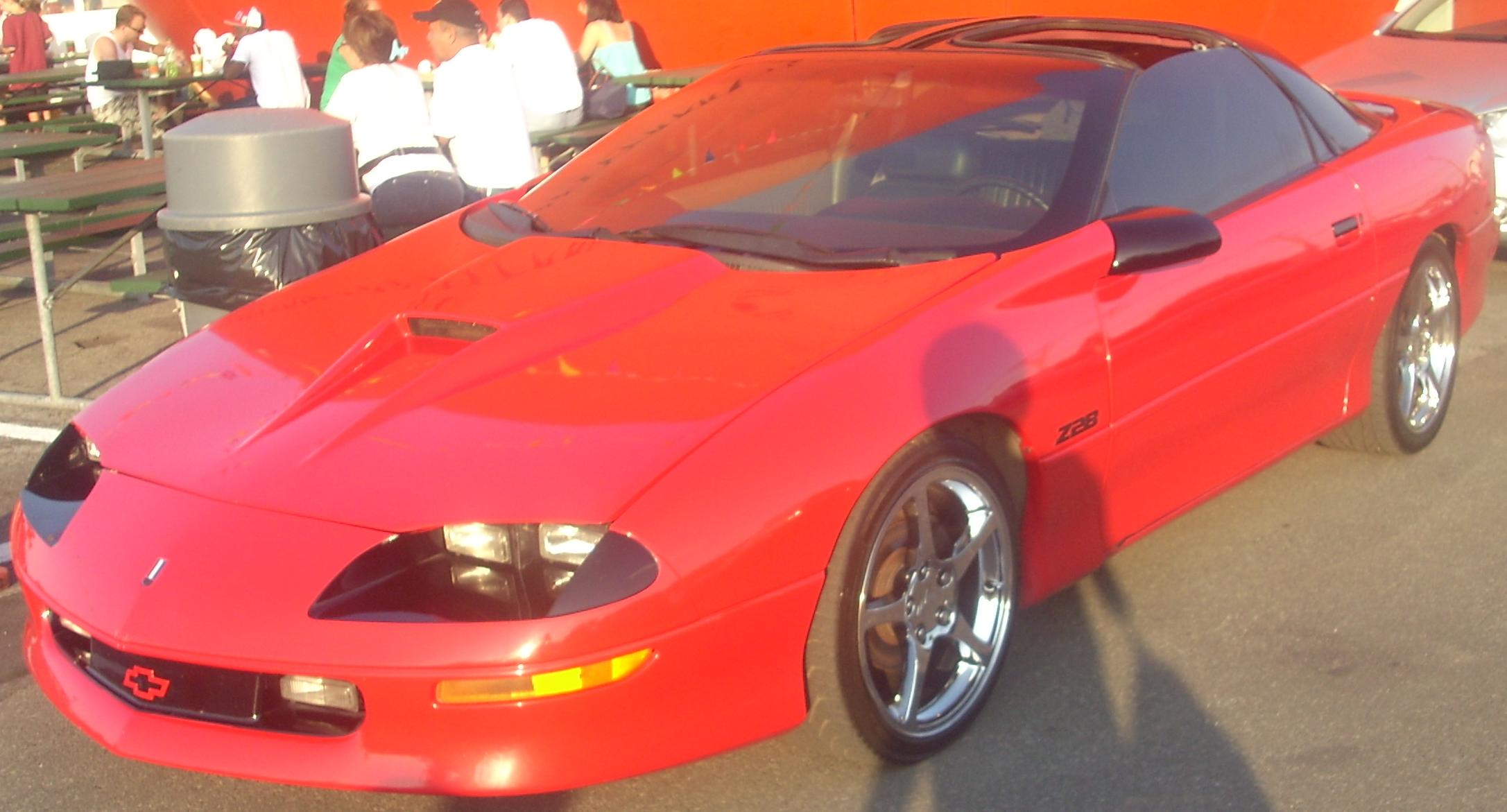
La Chevrolet Camaro Z28 Mk IV del periodo 1993-97

Il modello Z28 ad alte prestazioni era dotato di doppi terminali di scarico rettangolari per distinguerlo dai modelli base. La Z28 montava il motore V8 OHV LT1 da 5,7 litri con una potenza di 275 CV (205 kW) e 441 Nm di coppia, che era stato introdotto sulla Chevrolet Corvette C4 un anno prima. Il motore V8 veniva dotato di serie con un cambio automatico a 4 velocità (4L60), sebbene il cambio manuale a 6 velocità Borg-Warner T56 fosse opzionale. Nel 1993 la Camaro Z28 fu scelta come pace car ufficiale per la 500 Miglia di Indianapolis. Nello stesso anno fu introdotto uno speciale allestimento celebrativo "Edition pace car" che presentava la scritta "Indy 500" e una combinazione di colori della carrozzeria in bianco e nero con strisce multicolori e ruote verniciate di bianco; ne furono prodotte 645 esemplari.

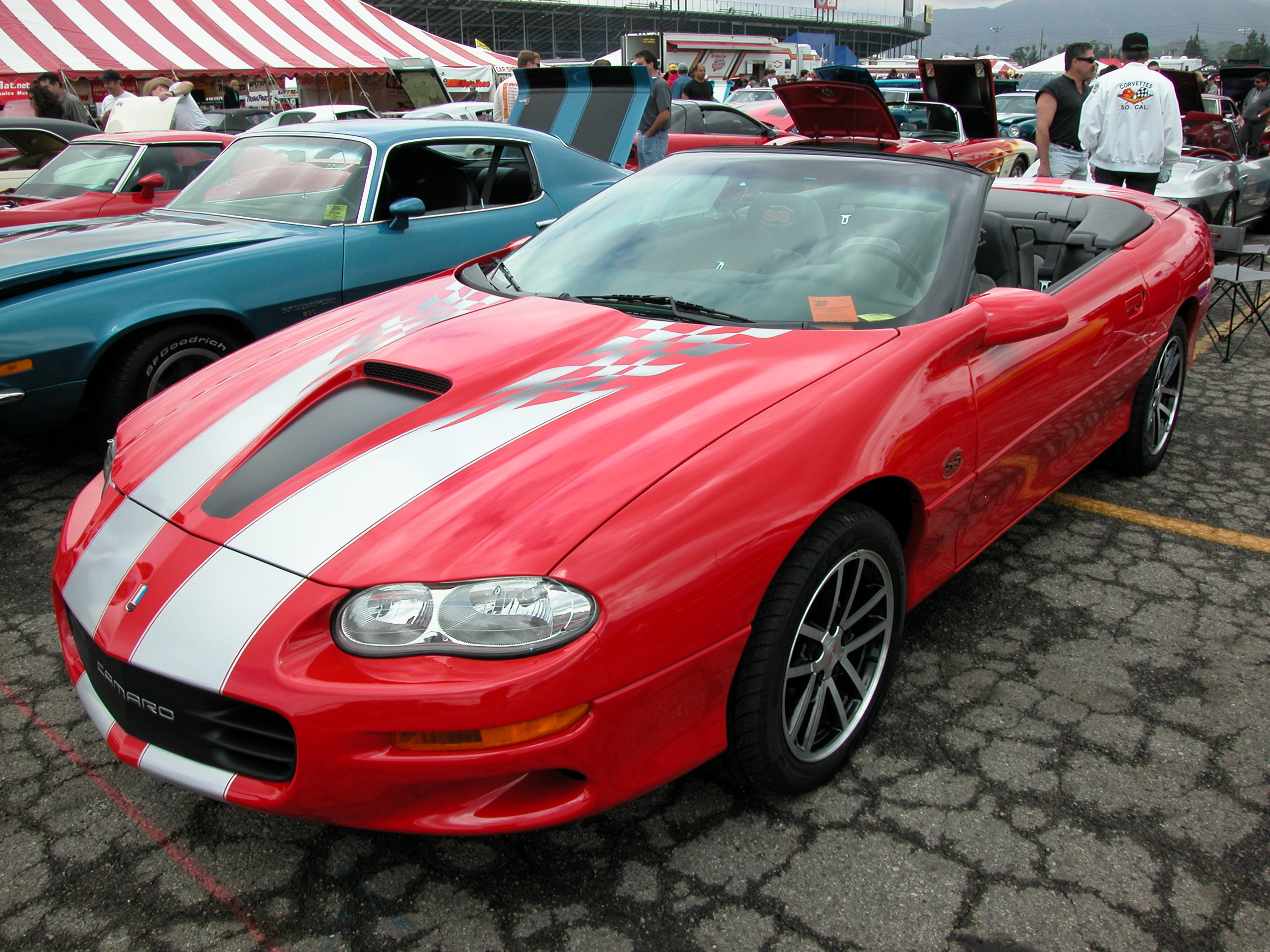
La Chevrolet Camaro SS Mk IV del 2002

Nel 1996 venne introdotta una variante ancora più prestazionale della Z28 denominata Z28 SS, realizzata in collaborazione con SLP Engineering con il motore messo a punto per erogare una potenza di 305 CV (227 kW). Come optional furono resi disponibili anche i cerchi da 17 pollici.

## Restyling 1998

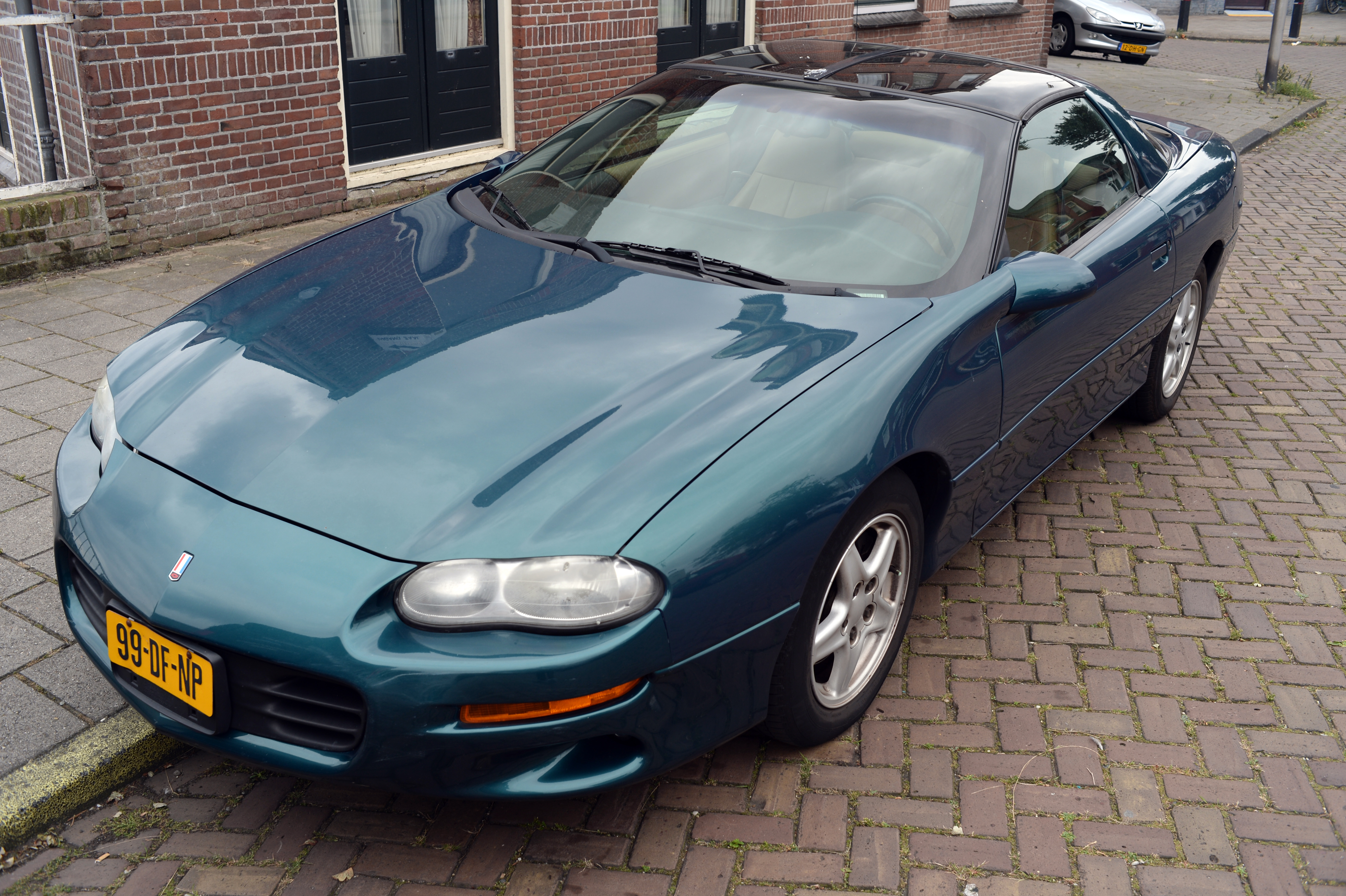
Camaro Restyling 1998

Nel 1998 la Camaro subì un restyling con modifiche sia alle motorizzazioni che alla carrozzeria, caratterizzato da un inedito frontale con fari ovali che sostituì i precedenti quattro fanali con inserti quadrati. 
A rimpiazzare il motore LT1 fu l'inedito motore V8 LS1 da 5,7 litri introdotto un anno prima sulla Chevrolet Corvette C5 del 1997. Il nuovo motore presentava un blocco cilindri in alluminio con canne dei cilindri in ghisa, riducendo il peso di circa 43 kg rispetto al motore LT1 con blocco in ghisa. Le uniche modifiche apportate alla LS1 rispetto alla Corvette sono state lo spostamento della cinghia dei servizi per ospitarla meglio nel vano motore più piccolo della Camaro, una coppa dell'olio diversa, nonché la scelta di un corpo farfallato azionato tramite cavo invece del sistema drive-by-wire della Corvette. Vennero apportate piccole modifiche alle sospensioni e crebbero le dimensioni dei freni.
L'ultima Camaro di quarta generazione fu costruita il 27 agosto 2002, dopodiché lo stabilimento di Boisbriand, situato nella provincia del Quebec, chiuse i battenti. La produzione totale per il 2002 fu di 42.098 esemplari. La GM ne cessò la produzione a causa del calo delle vendite, della contrazione del mercato delle coupé sportive e della sovraccapacità di produzione degli stabilimenti.
Prima di cessarne la produzione, tuttavia, per commemorare i 35 anni di carriera della Camaro venne prodotta un'edizione speciale, la 35th Anniversary Edition, disponibile sia come coupé che come cabriolet.